# The Very Best of Don Henley
The Very Best Of Don Henley è la seconda raccolta del cantante Don Henley, pubblicata nel 2009.

## Tracce
1. Dirty Laundry (Henley, Danny Kortchma) – 5:37
2. The Boys of Summer (Mike Campbell, Henley) – 4:50
3. All She Wants to Do Is Dance (Kortchmar) – 4:30
4. Not Enough Love in the World (Henley, Kortchmar, Benmont Tench) – 3:55
5. Sunset Grill (Henley, Kortchmar, Tench) – 6:31
6. The End of the Innocence (Henley, Bruce Hornsby) – 5:17
7. The Last Worthless Evening (John Corey, Henley, Stan Lynch) – 6:04
8. New York Minute (Henley, Kortchmar, Jai Winding) – 6:36
9. I Will Not Go Quietly (Henley, Kortchmar) – 5:43
10. The Heart of the Matter (Campbell, Henley, J.D. Souther) – 5:23
11. Everybody Knows (Leonard Cohen, Sharon Robinson) – 6:09
12. For My Wedding (McNally) – 3:38
13. Everything Is Different Now (Crago, Timothy Drury, Henley) – 5:13
14. Taking You Home (Stuart Brawley|Brawley, Henley, Lynch) – 5:32